# Волтер Сідні Адамс
Волтер Сідні Адамс (англ. Walter Sydney Adams; 20 грудня 1876, Антиохія, Сирія — 11 травня 1956, Пасадена, Каліфорнія) — американський астроном.

## Життєпис
У 1900 закінчив Чиказький університет, в 1900—1901 вчився в Мюнхенському університеті у К. Шварцшильда і X. Зелігера. Працював в Єркській обсерваторії (1901—1904), в обсерваторії Маунт-Вілсон (1904—1946, з 1923 — директор). Після відходу у відставку продовжував дослідження в Сонячній лабораторії ім. Дж. Е.Гейла в Пасадені.
Наукові роботи присвячені спектральному вивченню зірок, планет, Сонця, міжзоряного середовища. У 1913—1916 спільно з А. Кольшюттером встановив можливість визначення світимості зірки за відносними інтенсивностями певних ліній поглинання в її спектрі і розробив на основі цього ефекту метод спектральних параллаксів. Організував і очолив в обсерваторії Маунт-Вілсон обширні дослідження з визначення променевих швидкостей і спектральних параллаксів, а також зі спектральної класифікації зірок. Ним і його співробітниками були зміряні за допомогою 60- і 100-дюймових рефлекторів променеві швидкості понад 7000 зірок, класифіковані спектри кількох тисяч зірок і визначені їхні абсолютні величини. У 1914 досліджував безперервний спектр зірок з різними власними рухами і світимостями, в 1930 вивчив відносне зрушення ліній нейтральних і іонізованних атомів в спектрах зірок, в 1935, 1941 провів порівняння променевих швидкостей, що визначчалися за лініями різних елементів, а також за лініями з різними потенціалами іонізації. Виявив емісію водню у деяких M-карликів дуже низької світимості, у багатьох зірок класу пізніше G5 знайшов емісію в лініях H і K кальцію.
У 1925 на прохання А. С. Еддінгтона виконав дуже складне дослідження спектру білого карлика Сіріус B з метою виявлення гравітаційного червоного зсуву ліній, що передбачається загальною теорією відносності.
Відкрив велику кількість спектрально-подвійних зірок, вивчив спектри багатьох змінних і нових зірок. В результаті детального дослідження (1937—1956) спектру α Оріона виявив у цього холодного надгіганта оболонку, а також встановив наявність бурхливої активності в його нижній атмосфері.
У 1906—1908 визначив швидкість обертання Сонця, вимірюючи доплерівський зсув ліній на краю диска на різних широтах; досліджував відмінності в спектрі плям і незбудженого диска, в 1927—1928 спільно з Г. Н. Ресселом прокалібрував роуландівську шкалу інтенсивностей ліній сонячного спектру. У 1925—1934 спільно з Ч. Сент-Джоном і Т. Данемом зміряв кількість водяної пари і кисню в атмосфері Марса і ототожнив вуглекислий газ в атмосфері Венери. У 1935—1949 виявив лінії важких елементів, зокрема залоза, серед міжзоряних ліній поглинання в спектрах гарячих зірок і тим самим довів наявність цих елементів в хмарах міжзоряної речовини.
Член Національної АН США (1917) і низки академій наук і наукових товариств.
Золота медаль Лондонського королівського астрономічного товариства (1917), Медаль Генрі Дрейпера Національної АН США (1918), ім. П. Ж. С. Жансена Французького астрономічного товариства (1926), Медаль Кетрін Брюс Тихоокеанського астрономічного товариства (1928), ім. П. Ж. С. Жансена Паризької АН (1935).
Ім'я вченого носить астероїд головного поясу 3145 Волтер Адамс.